# SummerSlam (2010)
L'édition 2010 de SummerSlam est un pay-per-view de catch organisé par la fédération World Wrestling Entertainment. Il s'est déroulé le 15 août 2010 au Staples Center, dans la ville de Los Angeles,.
Il s'agissait de la 23e édition de SummerSlam, six matchs ont eu lieu lors de l'évènement.

## Contexte
Les spectacles de la World Wrestling Entertainment en paiement à la séance sont constitués de matchs aux résultats prédéterminés par les scénaristes de la WWE. Ces rencontres sont justifiées par des storylines — une rivalité avec un catcheur, la plupart du temps — ou par des qualifications survenues dans les émissions de la WWE telles que Raw, SmackDown et Superstars. Tous les catcheurs possèdent un gimmick, c'est-à-dire qu'ils incarnent un personnage gentil ou méchant, qui évolue au fil des rencontres. Un pay-per-view comme SummerSlam est donc un événement tournant pour les différentes storylines en cours.

### Sheamus contre Randy Orton pour le Championnat de la WWE
Après que le Champion de la WWE Sheamus eut défendu avec succès son titre à Money in the Bank contre John Cena, la WWE organisa lors du Raw du 19 juillet un Triple Threat match pour déterminer le nouveau challenger numéro. Ce fut Randy Orton qui l'emporta en battant Edge et Chris Jericho, obtenant un match pour le titre à SummerSlam. Lors du Raw 9 août, le General Manager (directeur scénaristique) de Raw rajoute deux conditions spéciales au match : si quelqu'un, quel qu'il soit, intervient dans le match, il sera licencié, et si Orton perd, il n'aura pas de seconde chance pour le titre.

### Kane contre Rey Mysterio pour le championnat du monde poids-lourds
En utilisant son Money in the Bank de WWE SmackDown (remporté plus tôt dans la soirée) lors du pay-per-view Money in the Bank, Kane a obtenu un match pour le Championnat du Monde poids-lourds contre le champion en titre Rey Mysterio, et l'a battu pour remporter le titre pour la première fois de sa carrière. Lors du Smackdown suivant, un Two Out of Three Falls match entre Mysterio et Jack Swagger fut organisé pour déterminer le futur adversaire de Kane lors de SummerSlam, qui obtiendrait ainsi une chance pour le titre. Ce fut Mysterio qui l'emporta deux victoires contre une, et qui devint alors challenger pour le titre. La semaine suivante, Kane accuse Rey Mysterio d'être l'homme qui a mis son grand frère (celui de Kane), The Undertaker dans le coma (keyfabe). Rey dira que c'est Kane l’agresseur. On apprend qu'en cas de défaite du Luchador, Kane mettra Rey Mysterio dans un cercueil.

### The Nexus contre Team WWE
Depuis plusieurs mois consécutifs, les catcheurs et le personnel de la WWE étaient attaqués régulièrement par le clan The Nexus, composé d'anciens rookies de la première saison de NXT : le leader Wade Barrett, David Otunga, Justin Gabriel, Darren Young, Michael Tarver, Heath Slater et Skip Sheffield. À la suite du pay-per-view Money in the Bank, durant lequel Nexus intervint durant le match pour le Championnat de la WWE, provoquant la défaite du challenger John Cena, ce dernier décida de créer sa propre équipe (qui prendra par la suite le nom de Team WWE, surnommée aussi Dream Team ou Justice League par les fans) pour les affronter, avec comme enjeu la dissolution de Nexus en cas de défaite de ces derniers. Il compose son équipe de six autres catcheurs (pour être en nombre égal aux membres de Nexus) : Chris Jericho,  Edge, The Great Khali, John Morrison, R-Truth et Bret Hart (cette équipe ayant la particularité de mêler des faces et des heels). Cependant, de multiples tensions apparaissent au sein de la Team WWE, et le 2 août Edge et Jericho décident de quitter l'équipe. La semaine suivante, lors du Raw du 9 août, The Nexus attaque et blesse le Great Khali, l'empêchant de participer au futur match par équipe. Cena et Hart parviennent à convaincre Jericho et Edge de réintégrer l'équipe et décident de trouver un remplaçant à Khali.

### Big Show contre The Straight Edge Society
Après plusieurs semaines de rivalité entre le catcheur The Big Show et le clan The Straight Edge Society (CM Punk, Luke Gallows, Joey Mercury et Serena (Big Show révéla notamment les visages de Punk, qui cachait son crane rasé derrière un masque, et de Mercury qui était cagoulé pour cacher son identité), la WWE annonça que lors de SummerSlam aurait lieu un match handicap à un contre trois qui verrait s'opposer le Big Show et trois membres de la SES : Punk, Mercury et Gallows (avec Serena comme manager).

### Alicia Fox contre Melina pour le Championnat des Divas
Lors de WWE Raw du 2 aout 2010, Melina fait son retour (elle était absente de la WWE depuis début janvier pour cause de blessure) et attaque la Championne des Divas Alicia Fox. Après une victoire contre Fox lors d'un match sans enjeux, la WWE annonce que lors de SummerSlam aura lieu un match pour le titre entre les deux adversaires.

### Dolph Ziggler contre Kofi Kingston pour le titre Intercontinental
Lors de SmackDown du 13 aout, Kofi Kingston fait valoir sa clause de revanche pour le titre. Dolph Ziggler défendra son titre à SummerSlam.

## Matchs
| #                                                                | Match < | Stipulation | Durée |
| ---------------------------------------------------------------- | --- | --- | ----- |
| Dark                                                             | Evan Bourne bat Zack Ryder | Match simple | 4:08  |
| 1                                                                | Dolph Ziggler (c) et Kofi Kingston font match nul, à la suite de l'intervention de The Nexus | Match simple pour le Championnat intercontinental | 7:05  |
| 2                                                                | Melina bat Alicia Fox (c) | Match simple pour le Championnat des Divas | 5:20  |
| 3                                                                | The Big Show bat The Straight Edge Society (CM Punk, Joey Mercury et Luke Gallows avec Serena) | Match handicap à 3 contre un | 6:45  |
| 4                                                                | Randy Orton bat Sheamus (c) par disqualification | Match simple pour le Championnat de la WWE. Si quelqu'un interfère dans le match, cette personne est suspendue indéfiniment. Si Orton perd, il n'aura pas d'autre chance pour le titre. | 18:55 |
| 5                                                                | Kane (c) bat Rey Mysterio | Match simple pour Championnat du Monde poids-lourds | 13:31 |
| 6                                                                | Team WWE (John Cena, John Morrison, R-Truth, Bret Hart, Edge, Chris Jericho et Daniel Bryan) bat The Nexus (Wade Barrett, David Otunga, Justin Gabriel, Heath Slater, Darren Young, Skip Sheffield et Michael Tarver) | 7-on-7 Elimination Tag team match | 35:15 |
| (c) désigne le(s) champion(s) défendant son titre dans le match. | | |       |

## Déroulement

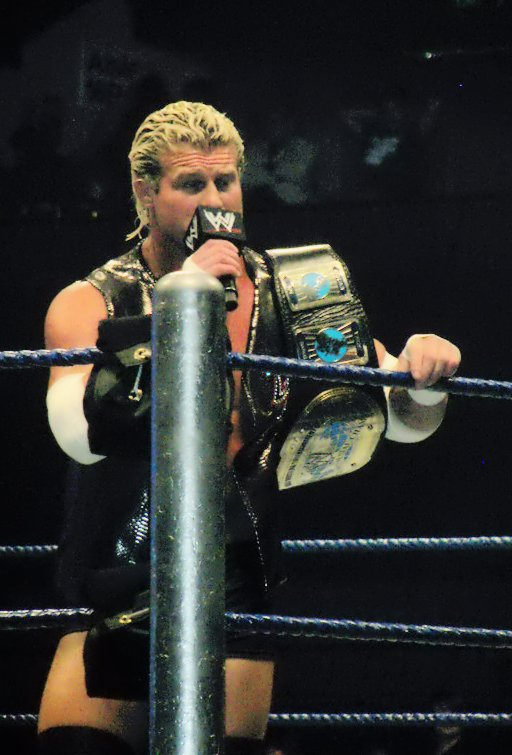
L'américain Dolph Ziggler, Champion intercontinental, a affronté le ghanéen Kofi Kingston pour le titre, lors d'un match qui s'est soldé par un no contest.

Après un match non diffusé durant lequel Evan Bourne a battu Zack Ryder, le premier match de la soirée avait pour enjeu le titre intercontinental, et voyait s'opposer le champion Dolph Ziggler au challenger Kofi Kingston. Alors qu'après plusieurs minutes, Ziggler vient d'esquiver la prise de finition de Kingston, le Trouble in Paradise, et lui porte l'une de ses propres prises de finition, le Sleeper hold dans le but de gagner par soumission, le groupe The Nexus (voulant se faire remarquer avant le main-event de la soirée, auquel il participait) attaque les deux participants, sortant Ziggler du ring avant de donner de nombreux coups à Kingston. Les deux adversaires ayant été attaqués simultanément, le match s'est soldé par un no contest (et non pas par une victoire par disqualification, comme cela aurait été si un seul des participants avait été attaqué).
Le second match de la soirée était aussi l'unique match féminin, qui avait pour enjeu le Championnat des Divas. Les deux participantes étaient Alicia Fox, la championne en titre, et Melina, challengeuse. Parmi les faits notables du match, Melina percuta le nez de Fox en effectuant un Diving double knee drop dans le coin, et, en esquivant mal la championne, se fit mal au genou gauche (elle était officiellement revenue en compétition seulement deux semaines plus tôt, se remettant d'une déchirure du ligament croisé antérieur de ce même genou). Au terme de plus de cinq minutes de match, Melina effectue un Snapmare Drier sur Fox et effectue victorieusement le tombé pour remporter le titre. Alors qu'elle célèbre sa victoire, l'équipe LayCool, composée de Layla et de Michelle McCool, les co-championnes féminines officieuses (seul le règne de Layla est reconnu), arrivent sur le ring et attaquent Melina (ainsi que Fox, en la sortant du ring).

Le match suivant était un match handicap à 3 contre un, durant lequel The Big Show affrontait les trois membres masculins de The Straight Edge Society : CM Punk, Joey Mercury et Luke Gallows (managés par Serena). Le match suivant les règles tornado : pas de tag, les trois membres de l'équipe étaient ensemble sur le ring. La victoire s'obtenait par tombé ou soumission sur n'importe lequel des trois adversaires (pour Show) ou par tombé de n'importe lequel des trois partenaires sur le Big Show (pour la SES). Finalement, après que Punk s'est éloigné du ring avec Serena parce que le Big Show reprenait l'avantage, ce dernier effectue sa prise de finition, le Chokeslam, sur Mercury en le faisant atterrir sur Gallows. Il réalise ensuite le tombé (en appuyant sur Mercury, lui-même sur Gallows, effectuant donc officiellement le tombé sur ce dernier) pour remporter le match. 

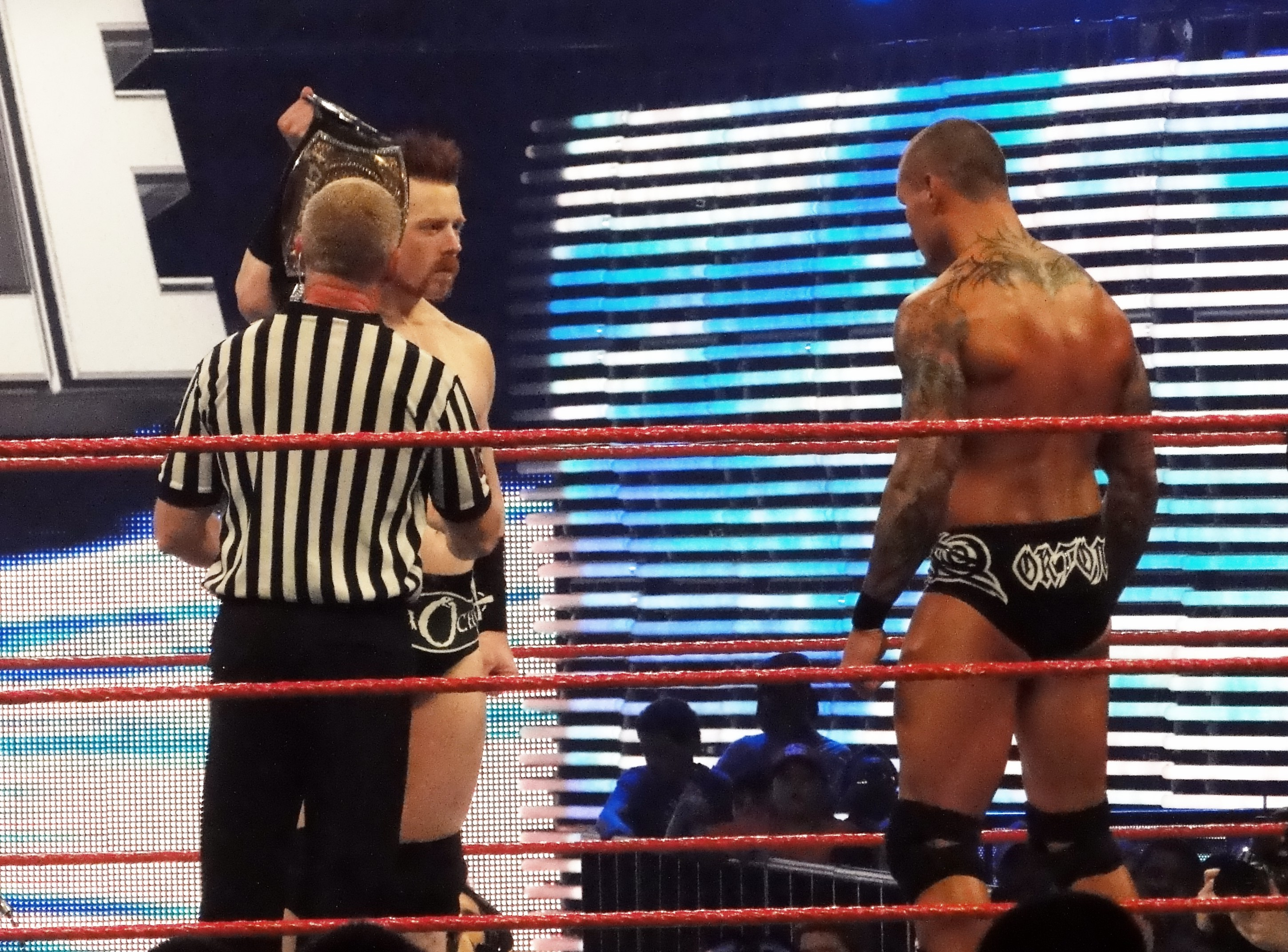
Sheamus (gauche) et Randy Orton (droite), ici lors du Royal Rumble 2010, se sont de nouveau affrontés pour le titre de Champion de la WWE.

Entre ce match et le suivant, le Champion des États-Unis et détenteur du Money in the Bank de Raw, The Miz, annonce au micro qu'il a été désigné par les autres membres de la Team WWE comme le septième membre de l'équipe (le remplaçant de The Great Khali, blessé scénaristiquement, n'ayant alors toujours pas été trouvé).
Le premier match pour un titre mondial était celui pour le Championnat de la WWE qui opposait le champion Sheamus au challenger Randy Orton, avec une stipulation spéciale : si quelqu'un interfère dans le match (cela s'était notamment produit à 4-Way Finale et à Money in the Bank), il est renvoyé de la WWE, et si Orton perd il n'a pas de seconde chance (selon les règles du Last Chance match). Au terme de plus d'un quart d'heure de combat (durant lequel chacun des adversaires résista aux prises de l'autre), Sheamus, après avoir tenté sans succès d'obtenir la victoire par tombé après un Bicycle Kick, décide de se faire disqualifier. Il prend une chaise pour frapper Orton avec, avant de faire tomber du ring l'arbitre qui protestait et le disqualifia alors. Une fois le match terminé, Orton lui porte sa prise de finition, le RKO, sur la table des commentateurs.

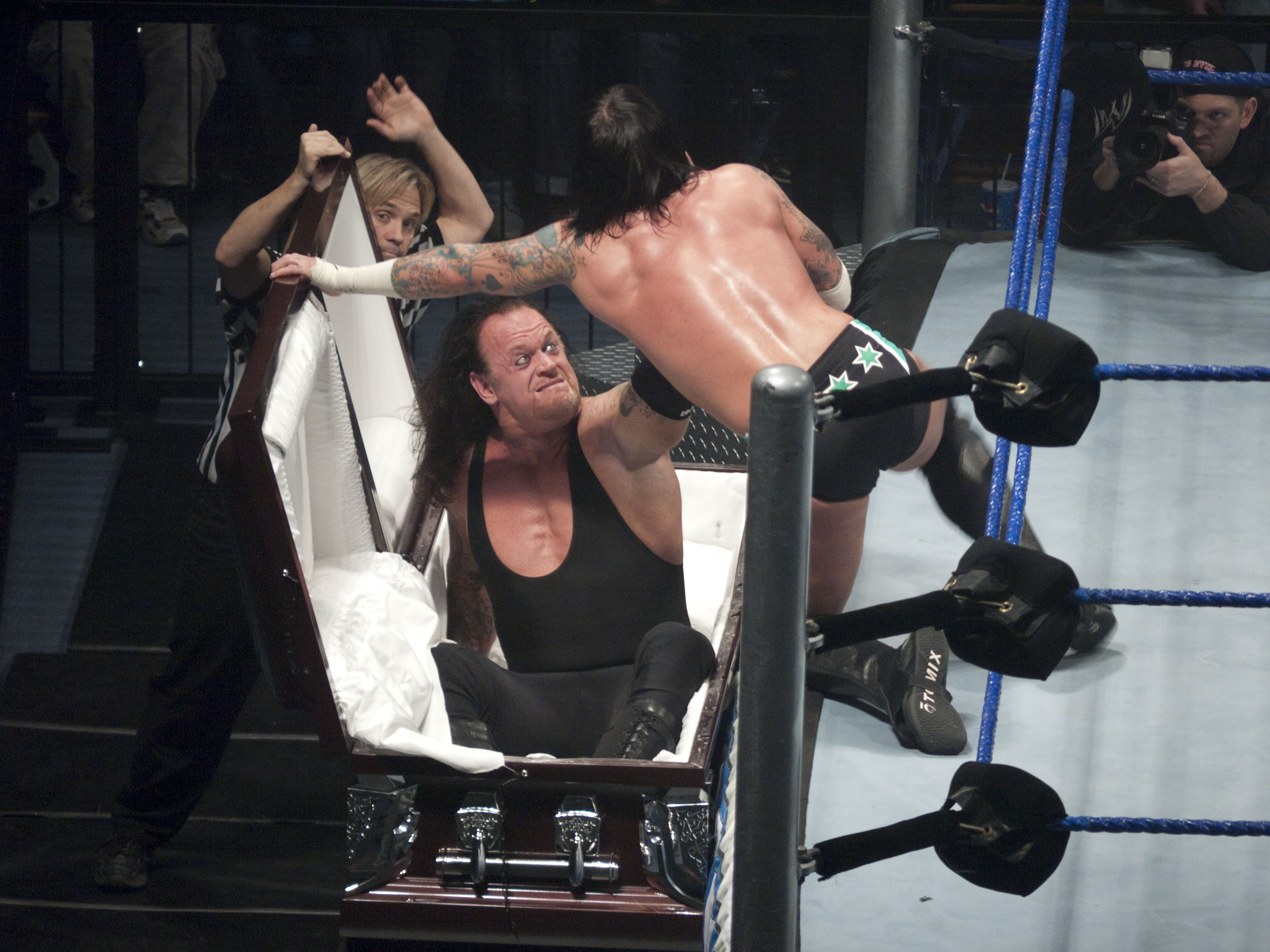
The Undertaker (milieu), absent depuis plusieurs mois pour blessure, a fait son retour à la WWE par le biais d'une mise en scène scénaristique, sortant comme ici (en novembre 2009) d'un cercueil.

Le cinquième match de la soirée avait pour enjeu le second championnat mondial de la fédération, le Championnat du Monde poids-lourds, entre le champion Kane et Rey Mysterio. Kane notamment esquiva deux 619, avant de subir le troisième mais en réussissant à se dégager du tombé qui suivit. Après avoir tenté sans succès de placer son adversaire dans le cercueil placé au bord du ring (en référence à son demi-frère scénaristique The Undertaker, attaqué plusieurs mois auparavant et retrouvé dans un état végétatif), Kane effectua un Chokesleam sur Mysterio pour conserver son titre.
Une fois le match fini, Kane effectua deux autres Chokeslams et un Tombstone Piledriver sur Mysterio. Il ouvrit ensuite le cercueil pour l'y placer, révélant alors The Undertaker, caché dedans. Ce dernier, après avoir parlé avec Mysterio (l'auteur, selon Kane, de l'attaque précédemment citée), Undertaker se retourna vers Kane pour tenter de lui porter un Chokeslam. Cependant, ce dernier le contra et lui porta également un Tombstone Piledriver, avant de quitter la salle en souriant (le message sous-jacent étant qu'il est en fait le vrai responsable de l'attaque).

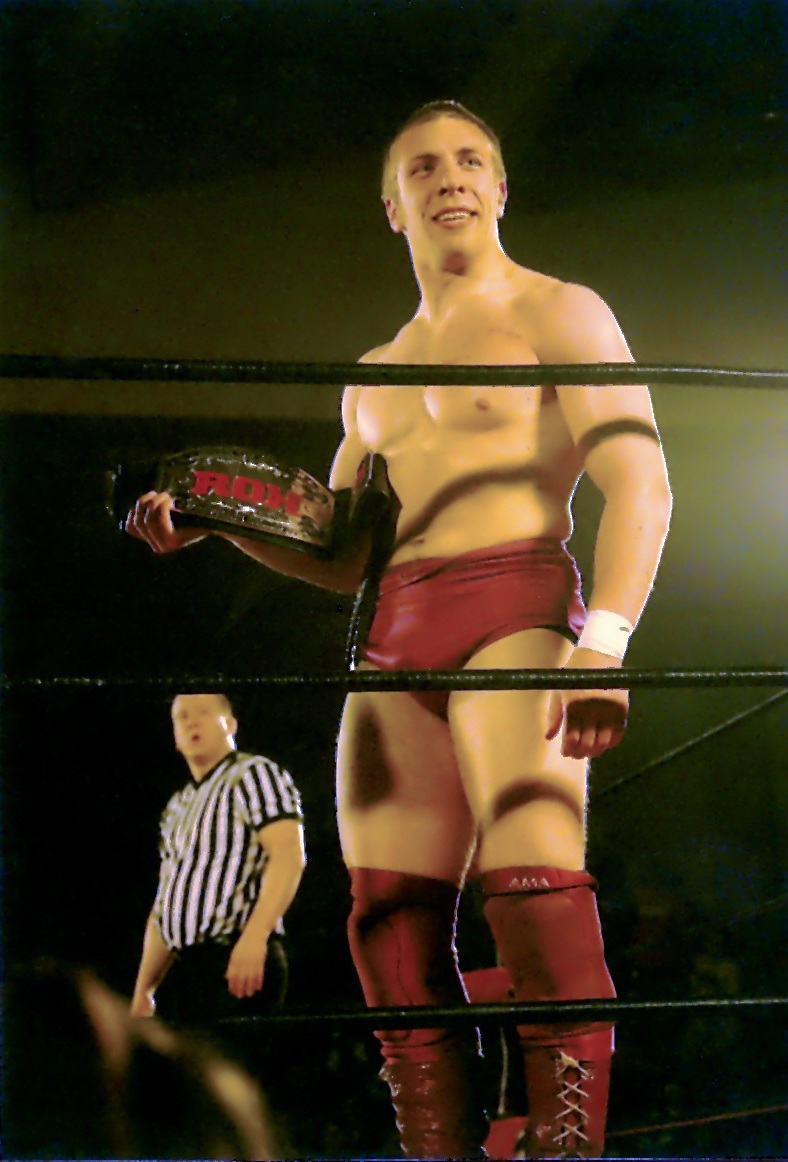
Daniel Bryan, ici à la Ring of Honor en 2007, a fait son retour à la WWE et participé au main-event, dans lequel il élimina deux membres de l'équipe adverse.

Le dernier match de la soirée était un match en équipe à 7 contre 7 en élimination. Il voyait s'opposer le groupe The Nexus, composé du leader Wade Barrett, de Heath Slater, de David Otunga, de Justin Gabriel, de Michael Tarver, de Skip Sheffield et de Darren Young. Les six premiers membres de la Team WWE firent ensuite leur entrée : John Cena, Edge, R-Truth, Chris Jericho, Johnny Morrison et Bret Hart (bien que cette équipe mêle faces et heels, tous les membres furent acclamés). Alors que le septième membre de l'équipe, The Miz, fait son entrée, Cena annonce au micro que lui et les autres membres de l'équipe ont finalement décidé que le Miz ne serait pas le septième participant, et dévoile alors que ce participant n'est autre que Daniel Bryan (ancien membre de The Nexus, qui avait quitté la WWE quelques mois auparavant).
À peine une quarantaine de secondes après le début du match, Bryan élimine l'un des membres de The Nexus, Darren Young, par soumission avec un Arm Trap Crossface. Après avoir combattu Justin Gabriel (alors combattant officiel de Nexus), Bryan effectue le tag (changement) avec R-Truth, qui domine son adversaire en lui portant notamment un violent coup de pied en pleine tête ainsi qu'un Truth of Consequences. Morrison, avec qui Truth effectua le tag, élimina ensuite Tarver avec sa prise de finition, le Starship Pain.

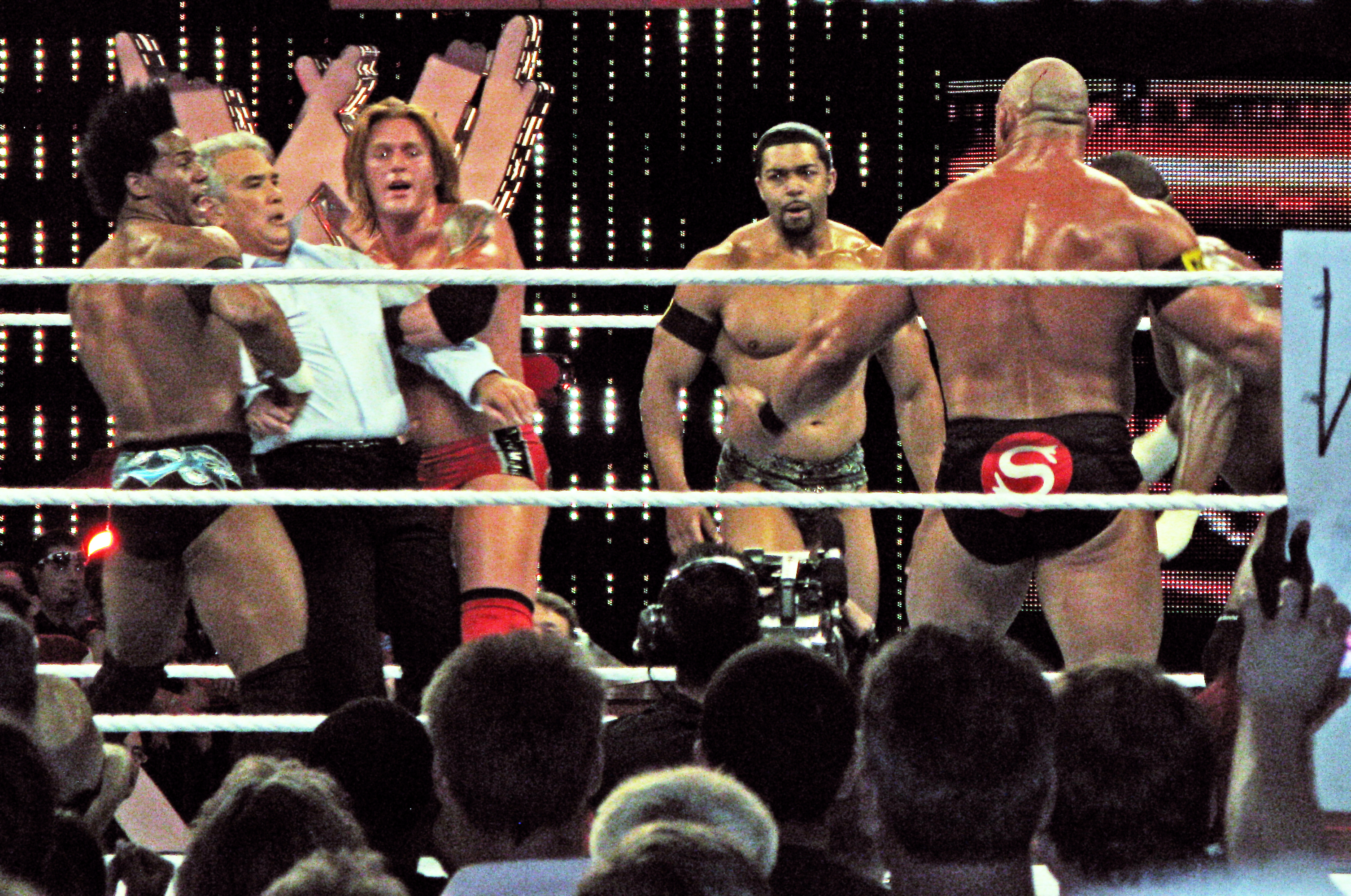
Plusieurs membres de The Nexus, à Raw en 2010, en train d'attaquer le catcheur retraité Ricky Steamboat.

Au bout de sept minutes de match, la Team WWE subit ses premières éliminations, Skip Sheffield profitant d'une distraction de Morrison pour lui porter un Running Lariat et l'éliminer, avant d'éliminer avec cette même prise R-Truth moins d'une minute plus tard. Cinq minutes plus tard, alors que Bret Hart porte un Sharpshooter à Sheffield, The Nexus tente de l'attaquer avec une chaise. Bret Hart, réagissant, attrape la chaise et frappe avec Sheffield qui tente de l'attaquer, se disqualifiant lui-même par la même occasion. Sheffield est finalement éliminé quand, après lui avoir porté un Codebreaker, Jericho effectue le tag avec Edge qui porte un Spear à Sheffield et effectue le tombé avec succès. David Otunga fut ensuite éliminé par soumission par Jericho, qui le fit abandonner avec le Walls of Jericho après lui avoir porté un Lionsault en traversant les deux tiers du ring.
Après plus de 20 minutes de match, Jericho est éliminé par un Sweetness de Heath Slater, qui élimine 30 secondes plus tard Edge avec un Schoolboy, ce dernier étant alors occupé à se disputer avec Cena.
Le nombre de participants est alors de cinq, avec John Cena et Daniel Bryan pour la team WWE et Wade Barrett, Heath Slater et Justin Gabriel pour The Nexus. Après que Cena a été malmené pendant plusieurs minutes par ses adversaires sans parvenir à effectuer le changement sous les cris du public ("Let's go Cena", pour l'encourager, ou "Cena sucks" pour le huer), Bryan parvient à effectuer le tag avec son partenaire et élimine Slater par soumission avec un Arm trap crossface. Alors que l'arbitre est occupé à sortir du ring le participant éliminé, The Miz fait irruption sur le ring et frappe Bryan avec sa valise du Money in the Bank, permettant à Barrett de l'éliminer et de faire le tombé.
Pendant les cinq minutes qui suivent, Cena est dominé par ses deux derniers adversaires, mais parvient à éliminer Gabriel en esquivant sa prise de finition, le 450 splash. Barrett, ultime membre de son équipe, tente alors d'attaquer Cena qui le contre et qui lui porte sa prise de finition, le STF. John Cena parvient à le faire abandonner et donne ainsi la victoire à son équipe.

### Détails du 7-on-7 Elimination Tag team match
| Élimination | Catcheur             | Équipe               | Éliminé par          | Mouvement d'élimination                                 | Temps                |
| ----------- | -------------------- | -------------------- | -------------------- | ------------------------------------------------------- | -------------------- |
| 1           | Darren Young         | Nexus                | Daniel Bryan         | LeBell Lock                                             | 0:42                 |
| 2           | Michael Tarver       | Nexus                | John Morrison        | Starship Pain                                           | 3:42                 |
| 3           | John Morrison        | WWE                  | Skip Sheffield       | Running lariat                                          | 7:32                 |
| 4           | R-Truth              | WWE                  | Skip Sheffield       | Running lariat                                          | 7:59                 |
| 5           | Bret Hart            | WWE                  | Lui-même             | Disqualifié pour avoir utilisé une chaise sur Sheffield | 12:08                |
| 6           | Skip Sheffield       | Nexus                | Edge                 | Codebreaker de Jericho et Spear                         | 13:13                |
| 7           | David Otunga         | Nexus                | Chris Jericho        | Walls of Jericho                                        | 19:13                |
| 8           | Chris Jericho        | WWE                  | Heath Slater         | Sweetness                                               | 20:05                |
| 9           | Edge                 | WWE                  | Heath Slater         | Schoolboy                                               | 20:38                |
| 10          | Heath Slater         | Nexus                | Daniel Bryan         | LeBell Lock                                             | 29:02                |
| 11          | Daniel Bryan         | WWE                  | Wade Barrett         | Coup de valise de The Miz                               | 29:32                |
| 12          | Justin Gabriel       | Nexus                | John Cena            | Éliminé après avoir raté un 450 splash                  | 34:50                |
| 13          | Wade Barrett         | Nexus                | John Cena            | STF                                                     | 35:18                |
| Restant:    | John Cena (Team WWE) | John Cena (Team WWE) | John Cena (Team WWE) | John Cena (Team WWE)                                    | John Cena (Team WWE) |